# Amiloïdosi
En medicina, la amiloïdosi es refereix a una varietat de condicions en què les proteïnes amiloides estan anormalment dipositades en els òrgans i/o teixits. Una proteïna es descriu com a amiloide si, a causa d'una alteració en la seva estructura secundària, pren una forma especial d'agregat insoluble semblant a la làmina beta plegada
Hi ha diversos signes i símptomes inespecífics i vagues associats a l'amiloïdosi. Aquests inclouen fatiga, edema perifèric, pèrdua de pes, sensació d'ofec, palpitacions i sensació de desmais quan s'està dempeus. En l'amiloïdosi AL, els indicadors específics poden incloure l'engrandiment de la llengua i la púrpura periorbital. En l'amiloïdosi ATTR de tipus salvatge, els símptomes no cardíacs inclouen: síndrome del túnel carpià bilateral, estenosi vertebral lumbar, ruptura del tendó del bíceps, neuropatia de fibres petites i disfunció autonòmica.
Hi ha uns 36 tipus diferents d'amiloïdosi, cadascun a causa d'un mal plegament específic de les proteïnes amiloides. Dins d'aquestes 36 proteïnes, 19 s'agrupen en formes localitzades, 14 s'agrupen com a formes sistèmiques i 3 proteïnes es poden identificar com a qualsevol. Aquestes proteïnes poden arribar a ser irregulars per efectes genètics, així com per factors ambientals adquirits. Els tipus més comuns d'amiloïdosi sistèmica són la de cadena lleugera (AL), la inflamatòria (AA), la relacionada amb la diàlisi (Aβ₂M), l'hereditària i la senil.
Es pot sospitar del diagnòstic quan es troben les proteïnes a l'orina, hi ha un engrandiment d'òrgans o es troben problemes amb múltiples nervis perifèrics i no és clar el perquè. El diagnòstic es confirma mitjançant biòpsia de teixit. A causa de la presentació variable, un diagnòstic sovint pot tardar.
El tractament està orientat a disminuir la quantitat de proteïna implicada. Això de vegades es pot aconseguir determinant i tractant la causa subjacent. L'amiloïdosi AL es produeix en uns 3-13 per milió de persones a l'any i l'amiloïdosi AA en aproximadament 2 per milió de persones per any. L'edat habitual d'inici d'aquests dos tipus és de 55 a 60 anys. Sense tractament, l'esperança de vida és d'entre sis mesos i quatre anys. Al món desenvolupat, aproximadament 1 per 1.000 persones mor anualment per amiloïdosi sistèmica senil. L'amiloïdosi s'ha descrit almenys des de 1639.